# Solandra
A Solandra a burgonyavirágúak (Solanales) rendjébe és a burgonyafélék (Solanaceae) családjába tartozó nemzetség.

## Tudnivalók
Ez a burgonyaféle nemzetség Dél- és Közép-Amerikában, valamint a Karib-térségben őshonos.
A Solandra nemzetség több faja egymáshoz annyira hasonló, hogy a botanikusok eltérő módon határolják el, sőt összevonják őket. Erőteljes növekedésük miatt kis kertekben alkalmatlan dísznövények. Bimbóik kinyílás előtt vízzel telnek meg, amely állítólag kötőhártya-gyulladás ellen jó. Maguk a növények mérgezők, és kábító hatású drogok előállítására is használják őket. Virágaik esti kinyílását puszta szemmel megfigyelhetjük. Erős illatot árasztanak, amellyel a megporzó denevéreket csalogatják magukhoz.
A nemzetséget, Daniel Solander svéd természettudósról nevezték el.

## Rendszerezés
A nemzetségbe az alábbi 10 faj tartozik:
- Solandra boliviana Britton ex Rusby
- Solandra brachycalyx Kuntze
- Solandra brevicalyx Standl.
- Solandra grandiflora Sw. - típusfaj
- Solandra guerrerensis Martinez
- Solandra guttata D. Don
- Solandra longiflora Tussac
- aranysárga óriáscsésze (Solandra maxima) (Sessé & Moc.) P.S. Green
- Solandra nizandensis nizandensis Matuda
- Solandra paraensis Huber ex Ducke